# Wola Bychawska
Wola Bychawska (dawniej kolonie Wola Bychawska Nr 8 i Nr 9) – część miasta Bychawa w Polsce położona w województwie lubelskim, w powiecie lubelskim.
Nazwa Wola Bychawska odnosiła się dawniej do wsi Wola Bychawska Duża, folwarku Wola Bychawska, osady młyńskiej Wola Bychawska oraz serii kolonii, ponumerowanych od 1 do 10. 14 października 1933 gminę Bychawa podzielono na gromady, w związku z czym:
- wieś Wola Bychawska Duża, folwark Wola Bychawska, osada młyńska Wola Bychawska oraz kolonie Wola Bychawska 1, 5, 6, 7 i 10 połączono z wsią Jezioro i folwarkiem Skawinek w gromadę o nazwie Wola Bychawska;
- kolonie Wola Bychawska 2, 3 i 4 (Kamienna Góra) połączono ze wsią Olszowiec w gromadę o nazwie Olszowiec;
- kolonie Wola Bychawska 8 i 9 połączono z osadą Bychawa, wsią Bychawa Poduchowna, wsią Widniówka, kolonią (cz. I i II oraz Nr 4) i folwarkiem Marysin w gromadę o nazwie Bychawa[3].

Jesienią 1954 zniesiono gminy, a dotychczasową gromadę Bychawa włączono do nowo utworzonej gromady Bychawa.
1 stycznia 1958 kolonie Wola Bychawska Nr 8 i Nr 9 stały się częścią Bychawy, w związku z przekształceniem gromady Bychawa w miasto. Obszar ten (kolonie Nr 8 i 9) odpowiada współczesnej części miasta Bychawa o nazwie Wola Bychawska. Pozostałe dawne kolonie (Nr 1–7 i 10 pozostają poza granicami miasta).